# Silke Hörner
Silke Hörner (n. 12 septembrie 1965, Leipzig, RDG) este o înotătoare ce a reprezentat Germania, medaliată olimpică. A participat la o ediție a Jocurilor Olimpice (1988) în care a câștigat două medalii de aur și o medalie de bronz.